# كازولا فالسينيو
كازولا فالسينيو (بالإيطالية: Casola Valsenio)‏ هي بلدية في مقاطعة رافينا في إقليم إميليا رومانيا الإيطالي.

## السكان
في سنة 1861 بلغ عدد السكان 4٬126 نسمة، وتطور العدد ليصل في سنة 2011 لـ 2٬724 نسمة.
يظهر هذا المخطط البياني تطور النمو السكاني لـ كازولا فالسينيو